# Plante remontante

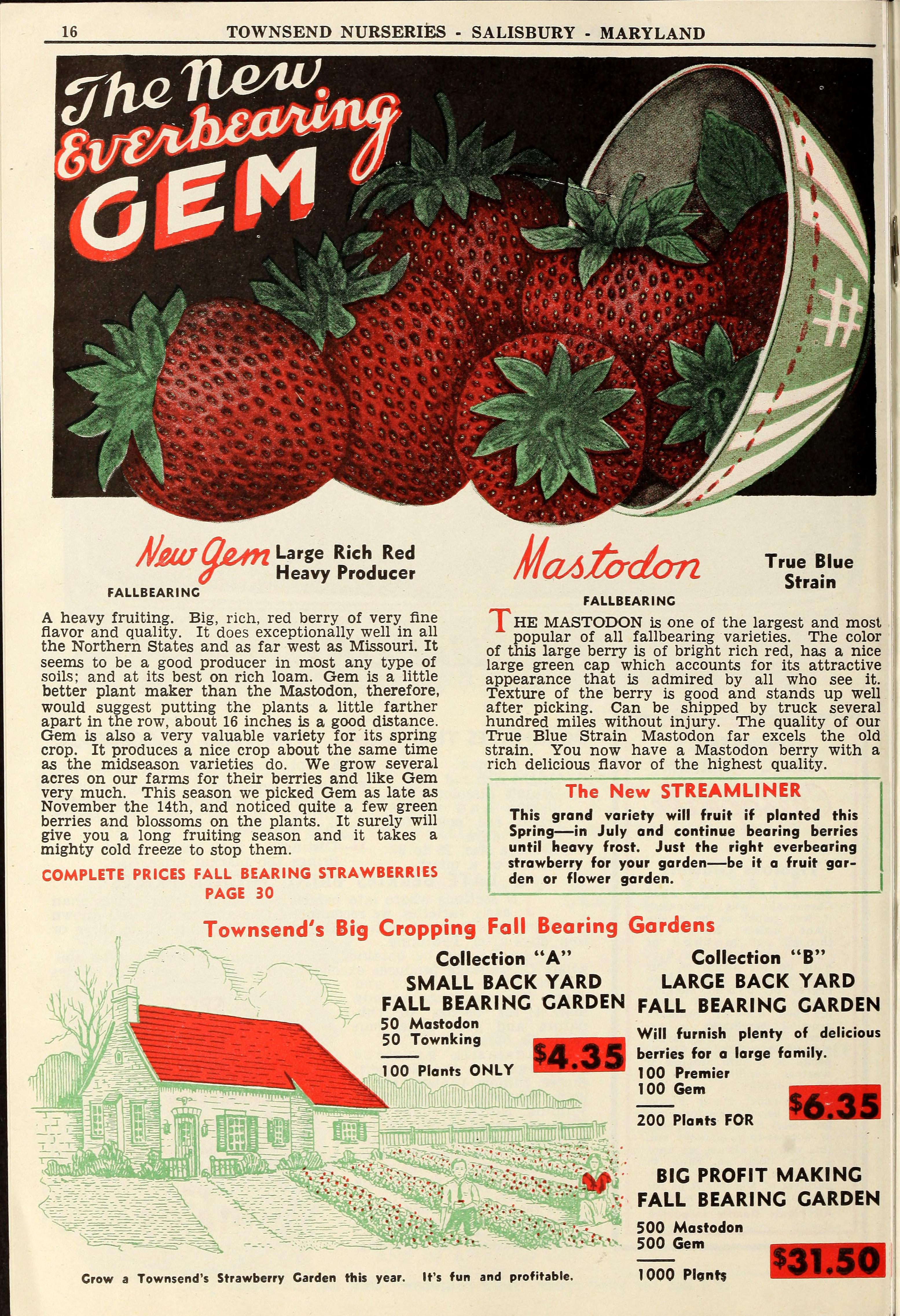
Fraisier remontant

Une plante est dite remontante quand, après une première floraison ou fructification, elle est capable de refleurir et refructifier dans le même cycle végétatif.

## Différenciation
Les plantes remontantes fleurissent ou produisent deux fois dans l'année, une première fois vers la fin du printemps ou en début de l'été, la seconde fois en fin d'été ou en début de l'automne. Les plantes non remontantes ne produisent qu'une seule fois au printemps ou en début d'été. 

## Les fraisiers

### Remontants
Les fraisiers remontants donnent une première production de fraises au mois de juin. Puis, après une brève période de pause, ils remontent en floraison et fructification pour donner des fraises étalées sur plusieurs mois, parfois jusqu'à l'arrivée des gelées (cas de la variété « Mara des bois »).
Les fruits sont souvent de plus petit calibre qu'avec les variétés non remontantes.
Variétés remontantes : Mara des bois, Charlotte, Reine des vallées, Anabelle, Maestro, Gento, Cijosé, Rabunda, Anaïs, Cirafine, Ostara.  

### Non remontants
Pour les variétés non remontantes de saison, la récolte s'étale sur 25 à 45 jours. La cueillette des fraises se fait tous les deux à trois jours. À l'image de la variété « Gariguette », elles donnent une forte production aux mois de mai et juin, après quoi la fructification a lieu l’année suivante.

### Fructification comparée
La production d’un fraisier non remontant est souvent abondante. Il est alors possible d'obtenir autant, si ce n'est plus de fraises qu’avec un fraisier remontant. L’objectif de récolte décidera du choix de plantation. 
Pour des confitures et des pâtisseries, la production en une fois est préférable. Pour manger des fraises fraîches toute l’année, une production remontante est avantageuse. Par conséquent il est courant de mélanger les variétés remontantes avec celles qui ne le sont pas, afin de combiner les avantages.

## Les rosiers
De la même manière, un rosier non remontant fera une abondante floraison en juin, alors qu’un rosier remontant fera une floraison plus modeste, mais étalée sur toute la belle saison (du début du printemps à la fin de l'automne).

## Les framboisiers

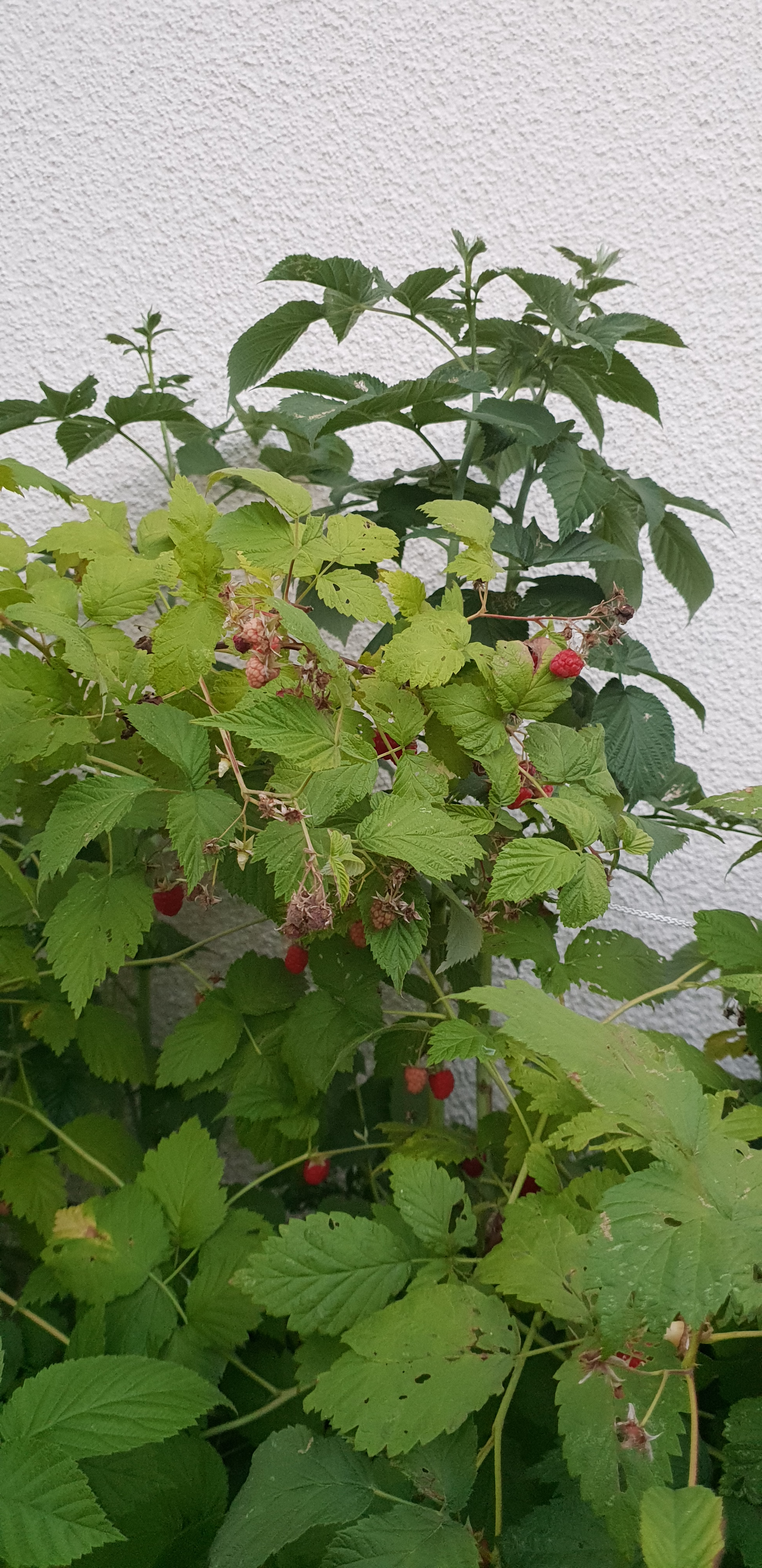
Framboisiers non remontants : tiges claires portant des fruits (pousses de l'année précédente), nouvelle tiges sombres (pousses de l'année), fructifieront l'année à venir.

Le framboisier remontant produit une première fois sur les pousses de l'année d'août à octobre et une deuxième fois sur les mêmes cannes mais l'année suivante en juin et juillet. Les cannes se dessèchent après la deuxième fructification.
Le framboisier non remontant fructifie sur les pousses de l'année précédente en juin et juillet. Immédiatement après la récolte, il est alors possible de rabattre au sol (tailler à ras) les cannes ayant fructifié et de palisser les jeunes tiges de l'été qui  donneront l'année suivante . 

## Différence entre plante remontante et grimpante
Une plante remontante n'est pas forcément grimpante et la réciproque est vraie. 

### Plantes grimpantes
Une plante grimpante grimpe par définition ! Un rosier grimpant peut atteindre plusieurs mètres de haut. Les rosiers liane atteignent parfois plus de dix mètres.
Il existe bon nombre de plantes grimpantes. Certaines ont besoin d’un support et d’être fixées sur ce support (c’est le cas justement de certains rosiers). D’autres plantes grimpantes disposent des organes nécessaires pour s’attacher elles-mêmes sur le support (par exemple, des pois de senteur grâce à leurs vrilles). D’autres enfin peuvent se passer de tout support artificiel, elles s’accrochent à tout ce qu’elles trouvent (le lierre, par exemple)

### Plantes grimpantes remontantes
Les deux notions peuvent se combiner. Ainsi un rosier grimpant peut être remontant (c’est le cas, par exemple, de Rosa ‘New Dawn’) ou non remontant (c’est le cas de Rosa ‘Albertine’, par exemple, et de tous les rosiers liane).
Et il existe aussi beaucoup de rosiers remontants qui ne sont pas grimpants (exemple Rosa ‘Emera’).